# Juquila Yucucani
Juquila Yucucani är en ort i Mexiko.   Den ligger i kommunen Tlacoachistlahuaca och delstaten Guerrero, i den sydöstra delen av landet, 280 km söder om huvudstaden Mexico City. Juquila Yucucani ligger 1 301 meter över havet och antalet invånare är 403.
Terrängen runt Juquila Yucucani är kuperad åt nordväst, men åt sydost är den bergig. Terrängen runt Juquila Yucucani sluttar västerut. Runt Juquila Yucucani är det ganska glesbefolkat, med 30 invånare per kvadratkilometer. Närmaste större samhälle är La Soledad, 18,0 km söder om Juquila Yucucani. I omgivningarna runt Juquila Yucucani växer huvudsakligen savannskog.